# Cheiranthera telfordii
Cheiranthera telfordii là một loài thực vật có hoa trong họ Pittosporaceae. Loài này được L.W.Cayzer & Crisp mô tả khoa học đầu tiên năm 2007.